# Контогеоргис, Гиоргос
Гиоргос Контогеоргис (греч. Γιώργος Κοντογεώργης; 21 ноября 1912, Тинос, Южные Эгейские острова — 9 ноября 2009, Афины) — греческий экономист и политик, работавший государственным служащим. Сыграл решающую роль в планировании вступления Греции в Европейское экономическое сообщество (ЕЭС) в 1981 году и являлся первым европейским комиссаром Греции.

## Биография
Родился на Тиносе, изучал экономику в Афинском университете экономики и бизнеса, а степень магистра получил в США. Поступил на государственную службу Греции и дослужился до генерального директора министерства торговли, но ушёл с этого поста, когда военная хунта пришла к власти после переворота в 1967 году. Когда гражданское правительство было восстановлено в 1974 году, премьер-министр Константинос Караманлис назначил его на должность заместителя министра координации и планирования.
На парламентских выборах 1977 года был избран в парламент Греции как кандидат от партии «Новая демократия». В 1979 году был одним из подписавших договор, по которому Греция присоединилась к ЕЭС, а в мае 1980 года новый премьер-министр Георгиос Раллис назначил его в свой кабинет министром без портфеля, отвечающим за отношения с ЕЭС.
В январе 1981 года вступил в должность европейского комиссара по транспорту, рыболовству и туризму в Комиссии Гастона Торна. Занимал эту должность до прихода к власти следующего комиссара в начале 1985 года. Позже в течение двух коротких периодов занимал должность министра национальной экономики и туризма Греции в конце 1989 года и начале 1990 года.